# Mărul
Mărul este un film românesc din 1973 regizat de Virgil Mocanu.